# Baldwiniella
Baldwiniella là một chi rêu trong họ Neckeraceae.